# 木之本興三
木之本 興三（きのもと こうぞう、1949年1月8日 - 2017年1月15日）は、千葉県千葉市出身のサッカー選手、経営者。

## 人物
選手時代は古河電気工業サッカー部（現在のジェフユナイテッド市原・千葉）に在籍。しかし26歳の春、練習中に吐血し、千葉大学医学部付属病院で診察をした結果、原因不明の腎臓病にかかっていたことが分かり、１か月程度検査した結果、グッドパスチャー症候群と診断される。この難病は当時国内で木之本を含め13人しかかかっておらず、かつ疾病から5年間のうちに全員死んでいたというものであったため、治療するには肺か腎臓のどちらかを摘出せねばならないが、肺を取ると寝たきり生活、腎臓を摘出すれば週3回の人工透析が必要となるという病気だったが、家内の母親から「今までサッカー、酒、たばこと好きなことをやってきたのができなくなるかもしれないが、庭の四季の移ろいを見て、生きる道もある。生きているだけで価値があるから、親子3人で頑張りなさい」というアドバイスを受け、腎臓の摘出と人工透析を受けることを決断した。
その後、古河電工健保組合のスタッフとして、人工透析のない日に限定して社業に復帰。その後も40年間以上にわたり人工透析を欠かさなかった。
その後、人工透析の技術向上により、ヘマトクリット値が3割まで安定したことなどや、古河電工側から「今の古河では雇いきれないから、自分で考えてやってくれないか」と諭され、そのタイミングで日本サッカーリーグ（JSL）事務局長のオファーを受けて、JSL事務局長に就任。その後も総務主事を務め、森健兒と共に、日本プロサッカーリーグ（Jリーグ）創生のほとんどを担った。Jリーグ発足後は社団法人日本プロサッカーリーグ理事を務めるとともに、Jリーグの関連会社であるジェイリーグ映像（後のJリーグメディアプロモーション）、ジェイリーグフォト、ジェイリーグエンタープライズ（以上3社は現在の株式会社Jリーグ）社長を兼任した。
日本サッカー協会では2002 FIFAワールドカップに向けた強化推進本部副本部長を務め、本大会では日本代表団長となった。本大会を直前に控えてフィリップ・トルシエが選考した23人のメンバーを発表した。大会期間中、ホテルで意識を失ったり、バージャー病に冒されたことが判明した。このバージャー病の悪化により、2007年には右足を切断、2008年には左足も切断した。木之本は「医師からの診断で『命を取るか、足を取るか』といわれたが、本音では『命はいらない』と言いたかったが情けないと思い『足でお願いします』と頼んでいた」という 。
2003年、当時の川淵三郎日本サッカー協会会長、および鈴木昌Jリーグチェアマンに解任される。
2004年以降、株式会社エス・シー・エス代表取締役、フクダ電子アリーナ名誉会長、アブレイズ千葉SC代表を務め多忙な日々を送った。
2009年4月からは、サッカーからマネージメントと地域連携を考えることを目的として千葉大学と連携で教育課程普遍講座の講師を自身でも務めると共に、幅広い交友関係でサッカーに関わる様々な人物をゲストティーチャーとして招いて、それぞれの切り口からサッカーのマネージメント地域との関わりについて授業を展開していた（ 千葉大講義）。
2017年1月15日、千葉大学医学部附属病院においてうっ血性心不全により死去した。

## 経歴
- 千葉県千葉市出身。
- 千葉市立葛城中学校、千葉県立千葉高校から東京教育大学（現：筑波大学）に進学して蹴球部に所属。同大学卒業後古河電気工業に入社。
- 同時期の古河電工監督は川淵三郎、日本代表（当時）の永井良和は一年先輩である。
- 1975年 グッドパスチャー症候群に罹患、腎臓の摘出手術を受ける。以降週3回人工透析が欠かせない体となる[11]。以降5年間、古河電工を休職。同社サッカー部を退部
- 1980年 復職、翌年には運営委員としてサッカー部にも復帰。
- 1983年 古河電工を退社。JSL専任の事務局長に就任
- 1991年 社団法人日本プロサッカーリーグ 常務理事
- 1994年 財団法人日本サッカー協会 理事
- 1998年 社団法人日本プロサッカーリーグ 専務理事
- 2000年 財団法人日本サッカー協会 常務理事
- 2002年 2002 FIFAワールドカップ日本選手団団長
- 2004年 株式会社エス・シー・エス 代表取締役
- 2005年 フクダ電子アリーナ 名誉会長
- 2008年4月1日 フクダ電子スクエアにてアブレイズ千葉SCの代表となる。スクールマスターは永井良和。
- 2017年1月15日、うっ血性心不全のため千葉大学医学部附属病院にて死去[15]。

## 個人成績
| 国内大会個人成績 | 国内大会個人成績 | 国内大会個人成績 | 国内大会個人成績 | 国内大会個人成績 | 国内大会個人成績          | 国内大会個人成績 | 国内大会個人成績 | 国内大会個人成績 | 国内大会個人成績 | 国内大会個人成績 | 国内大会個人成績 |
| 年度             | クラブ           | 背番号           | リーグ           | リーグ戦         | リーグ戦                  | リーグ杯         | リーグ杯         | オープン杯       | オープン杯       | 期間通算         | 期間通算         |
| 年度             | クラブ           | 背番号           | リーグ           | 出場             | 得点                      | 出場             | 得点             | 出場             | 得点             | 出場             | 得点             |
| 日本             | 日本             | 日本             | 日本             | リーグ戦         | リーグ戦                  | JSL杯            | JSL杯            | 天皇杯           | 天皇杯           | 期間通算         | 期間通算         |
| ---------------- | ---------------- | ---------------- | ---------------- | ---------------- | ------------------------- | ---------------- | ---------------- | ---------------- | ---------------- | ---------------- | ---------------- |
| 1972             | 古河             |                  | JSL1部           |                  | 0                         | -                | -                |                  |                  |                  |                  |
| 1973             | 古河             |                  | JSL1部           |                  | 0                         |                  |                  |                  |                  |                  |                  |
| 1974             | 古河             |                  | JSL1部           |                  | 0                         | -                | -                |                  |                  |                  |                  |
| 1975             | 古河             |                  | JSL1部           |                  | 0                         | -                | -                |                  |                  |                  |                  |
| 通算             | 日本             | 日本             | JSL1部           | 10               | 0\|\|\|\|\|\|\|\|\|\|\|\| |                  |                  |                  |                  |                  |                  |
| 総通算           | 総通算           | 総通算           | 総通算           | 10               | 0\|\|\|\|\|\|\|\|\|\|\|\| |                  |                  |                  |                  |                  |                  |

## 日本サッカーリーグでの改革事項
- JSLのPR（釜本邦茂のヌードポスターの製作）[16]。
- 森健兒と共にJSL活性化委員会の創設（名目的にはJSLの改革検討委員会であるが実質的なプロリーグ化検討委員会）[17]。

## 評価
同級生が博報堂に勤めていた事がきっかけで、上記の第20回日本リーグの公式ポスターに「格闘宣言」の惹句で釜本邦茂のヌードポスターを製作した。
森健兒と木之本がいなければJリーグ創設はなかったと言われる。

## その他
病魔に冒されながらも、Jリーグの創設に挑んだ木之本の人生はNHKのドキュメンタリー番組、『プロジェクトX』にも取り上げられた。また、『日刊ゲンダイ』では「Jリーグへの遺言」というタイトルで、木之本の人生やこれまでのサッカー関係者との付き合いが本人によって書かれている（2006年11月21日付～12月18日付まで連載）。『週刊ポスト』2007年9月14日号誌上で「独裁者川淵に片足切断の元(Jリーグ)専務理事が怒りの引退勧告」のタイトルで川淵三郎キャプテンを批判している。
日本代表監督の契約を終えたフィリップ・トルシエから「いつまでも健康で」との別れのメッセージを貰っている。
ジーコが木之本に会うなり「キノモトサーン! ゲンキー?」と日本語で声をかけた場面がTVで流れた。
2014年1月27日20時Ｅテレで放送されたハートネットTVに出演した。